# Juan Ramón Koenig
Juan Ramón Koenig o Juan Ramón Coninck (Malinas, 1625 - Lima, 1709) fue un académico y sacerdote jesuita. Fue el quinto Cosmógrafo Mayor del Virreinato del Perú entre 1678 y 1708.

## Biografía
Era hijo de Hendrick Errois de Coninck y Johanna van de Grade. Fue discípulo de los matemáticos jesuitas Grégoire de Saint-Vincent y André Tacquet. Ingresó a la Compañía de Jesús y se fue al Perú en 1647. Desde 1655 fue capellán del Hospital del Espíritu Santo, donde Francisco Ruiz Lozano enseñaba matemáticas a los marinos. En diversas ocasiones lo reemplazó como profesor.
A la muerte de Lozano, en 1677, asumió la enseñanza en este hospital, siendo luego nombrado Cosmógrafo Mayor del Virreinato del Perú y confirmado en ese cargo por el virrey Duque de la Palata, ocupando el puesto de Lozano. Fue nombrado Catedrático de Prima de Matemáticas en la Universidad de San Marcos en 1678.
Abandonó la Compañía de Jesús y se encargó de calcular las coordenadas geográficas de muchas ciudades y pueblos del Virreinato del Perú. Trazó los planos de las murallas de Lima en 1683 y dirigió su construcción. A su muerte, dejó una biblioteca escrita de 755 volúmenes. Se cree que publicó un anuario desde 1680 a 1708 con datos astronómicos, aunque no se ha hallado ningún ejemplar.

## Obras
- Cubus et Sphera Duplicata